# Dallol (ville)
Pour les articles homonymes, voir Dallol.
Dallol est une ville d'Éthiopie, considérée comme la ville la plus chaude du monde[réf. nécessaire]. Dallol se distingue par un climat désertique extrêmement chaud, unique à l’échelle planétaire. Située au sein du Triangle de l'Afar, l'une des régions les plus basses et les plus arides du globe, cette localité connaît des températures exceptionnellement élevées tout au long de l’année. Les températures journalières y dépassent très fréquemment les 40 °C, et restent quasiment constamment au-dessus de 35 °C, y compris pendant les mois réputés plus « frais ». La température annuelle moyenne y atteint environ 34,6 °C sur la période 1960-1966, ce qui constitue un record mondial pour une zone habitée sur une période continue,.
Contrairement à d'autres grands déserts comme le Sahara, le désert du Sonora ou des Mojaves (États-Unis), le Grand désert de Victoria (Australie), le désert d’Atacama (Chili) le désert le plus sec de la planéte, le désert d’Arabie ou encore le désert de Gobi (Chine et Mongolie), Dallol ne connaît ni hiver froid, ni gel (< 0 °C), et les températures descendent rarement en dessous de 20 °C, même la nuit. Ces autres déserts peuvent, malgré leur aridité, subir des baisses nocturnes extrêmes, notamment en hiver, avec des minima proches ou inférieurs à 0 °C, ce qui n’est pratiquement jamais le cas à Dallol.
L’absence quasi totale de variation saisonnière significative, jointe à une humidité très faible et une pluviométrie infime(< 100 millimètres par an)(quelques millimètres par an, parfois aucune précipitation durant plusieurs années consécutives), confère à Dallol un climat qualifié d’« hyperaride extrême ». Ce profil climatique en fait un sujet d’étude privilégié pour les scientifiques, notamment en géobiologie, géochimie et astrobiologie, en raison de ses similitudes avec certaines conditions supposées de la planète Mars.